# Павлова Анастасія Владиславівна
Анастасі́я Владисла́вівна Па́влова (* 1995) — українська спортсменка-лучниця. Чемпіонка Європи.

## Спортивні досягнення
Груднем 2015-го здобула перше місце на розіграші кубка України зі стрільби з лука серед дорослих.
В лютому 2016-го — срібна призерка дорослого чемпіонату України (стрільба з лука).
29 травня 2016 року у британському місті Ноттінгем в складі Збірної України зі стрільби із класичного лука (жіночі збірні) стала чемпіонкою Європи — разом із Веронікою Марченко та Лідією Січеніковою.
19 лютого 2022 року жіноча збірна України (у складі Вероніки Марченко, Анастасії Павлової та Поліни Родіонової) виборола золоту нагороду чемпіонату Європи зі стрільби з лука в приміщенні, що відбувався у словенському Лашко.

### Виступи на Олімпіадах
| Олімпіада | Дисципліна                | Стадія     | Супротивник | Рез        | Місце | Стадія | Супротивник           | Рез | Місце | Стадія | Супротивник            | Рез | Місце | Загальне місце |
| Ріо 2016  | Стрільба з лука. Особисті | Попередній | -           | 630 (24;6) | 29    | 1 коло | Saidiyeva (Казахстан) | 6/0 | 1     | 2 коло | Tan (Кітайскій Тайбей) | 0/6 | 2     | 17             |
| Ріо 2016  | Стрільба з лука. Команда  | Попередній | -           | 1890       | 8     | 1 коло | Японія                | 2/6 | 2     | -      | -                      | -   | -     | 9              |

## Державні нагороди
- Медаль «За працю і звитягу» (7 вересня 2023) — За досягнення високих спортивних результатів на ІІІ Європейських іграх у м.Кракові (Республіка Польща), виявлені самовідданість та волю до перемоги, піднесення міжнародного авторитету України.[2]